# Červený veleobr
Červený veleobr je obrovská hvězda spektrálního typu M, je jedním ze závěrečných stádií vývoje velmi hmotných hvězd. Jejich počáteční hmotnost je větší než 10 MS.
Červení veleobři vznikají z hmotných hvězd hlavní posloupnosti po spálení vodíkových zásob v jádře hvězdy. Po spálení vodíku se povrchové vrstvy těchto hvězd začnou rozepínat, přičemž hvězda přejde nejprve do stádia červeného obra a potom do stádia veleobra. Veleobr má průměr několiksetkrát větší než Slunce, ale jeho vnější vrstvy jsou extrémně řídké. Kvůli nízké povrchové teplotě, která se pohybuje kolem 3000 K, svítí červeným světlem. V jádře veleobra může probíhat spalování těžkých prvků až po železo. Veleobři nakonec zanikají jako supernovy nebo hypernovy.
Mezi červené veleobry patří například VY Canis Majoris (největší známý), Betelgeuze, Antares, V354 Cephei a VV Cephei.

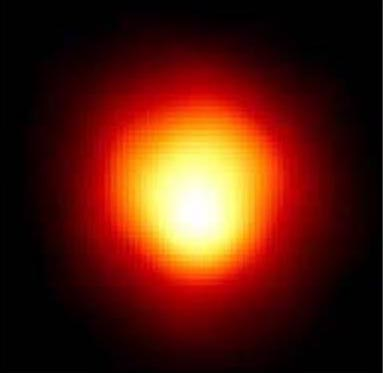
Betelgeuze

Červený veleobr Antares, oranžový obr Arcturus a Slunce